# 流星ひかる
流星 ひかる（ながれぼし ひかる）は、日本の女性漫画家。『少年キャプテン』（徳間書店）にて後藤久子のペンネームでデビューした。
『少年キャプテン』休刊後はあまとりあ社の『レモンピープル』へ活動の場を移し現在のペンネームとなり、同誌休刊後は『貧乳シリーズ』→『ぺたふぇち。』（アンソロジー単行本形式の隔月刊誌）などで活躍していたが、2014年に『ぺたふぇち。』が刊行終了となった以降は特に活動は見られていない。しかしその後一部の単行本が電子書籍化され販売されている。
キャプテン時代の作品は一部が単行本に収録されているが、現在発行されている単行本は主に成人向け漫画のレーベルである。但し、性描写主体でなくストーリーを重視しており(所謂成年コミックマーク指定はされていない)心をキュンとさせる作風である。作者は"男少女漫画"と呼んでいる。

## 単行本リスト
★印はKindleストア等にて電子書籍販売あり。その内、※印は改訂版として販売(2019年6月現在)

久保書店（ワールドコミックススペシャル）
- 半分少女　ISBN 978-4-7659-0866-5 ★
- 正義の味方も楽じゃない　ISBN 978-4-7659-0882-5
- いつか、王子様が。　ISBN 978-4-7659-0898-6 ★※
- 絶滅寸前少女　ISBN 978-4-7659-0913-6 ★
- とくべつな日　ISBN 978-4-7659-0917-4 ★※
- 優しい棘 ISBN 978-4-7659-3407-7 ★※
- おんなのこ学習帳 ISBN 978-4-7659-3458-9 ★※ - 表紙は単行本版と電子書籍版でそれぞれ別のイラスト・デザインにになっている。
- 世界の合言葉は萌え ISBN 978-4-7659-3527-2 ★※

ワニブックス（ガムコミックス）
- ボクらがここにいる不思議　ISBN 978-4-8470-3397-1

双葉社（アクションコミックス コミックハイブランド）
- それはロボット　ISBN 978-4-5758-3426-0